# 芝峰類說
芝峰類說是李睟光编写的一部朝鮮百科全书。该书共20卷，出版于1614年。芝峰類說這一书名來自他的號芝峰。 
本书的部分内容來自李睟光在明朝任職時知道的一些事情，以及他与来自現今的意大利、泰国、越南和冲绳的人们交流時所了解到的一些事情。李睟光在明朝任职期間，他获得了几本由利玛窦撰写的有关天主教會的书籍。芝峰類說除了记载了一些關於天主教和中国的资料，还记载了日本、越南、泰国的资料。书中还介绍了欧洲的基本情况，其中包括英格蘭地理、气候、欧洲饮食、欧洲武器，以及作者在明朝期間学到的天文學知识。